# مبانی کوانتومی
«مبانی کوانتومی» شاخه‌ای از علم است که به درک جنبه‌های پیچیده و ضدغریزی نظریه کوانتوم می‌پردازد. این حوزه نه تنها سعی دارد اصول مکانیک کوانتومی را روشن کند، بلکه به بازنگری و حتی پیشنهاد تعمیمهای جدیدی از آن می‌پردازد.
برخلاف سایر نظریه‌های فیزیکی مانندنسبیت عام، اصول بنیادین نظریه کوانتوم اغلب «اد هوک» (ad hoc) تلقی می‌شوند، به این معنا که فاقد یک شهود فیزیکی واضح هستند. اگرچه این اصول پیش‌بینی‌های تجربی صحیحی را ارائه می‌دهند، اما تصویری ذهنی از دنیایی که این اصول در آن جا می‌گیرند، در دسترس نیست و این ویژگی نظریه کوانتوم را به یک حوزه پیچیده و خاص در فیزیک نظری تبدیل کرده است.
برای پر کردن شکاف مفهومی مختلفی وجود دارد:
- اول اینکه می‌توان فیزیک کوانتومی را در تضاد با فیزیک کلاسیک قرار داد: با شناسایی سناریوهایی مانند آزمایش‌های آزمایش‌های بل که در آن نظریه کوانتومی به‌طور رادیکالی از پیش‌بینی‌های کلاسیک منحرف می‌شود، امیدواریم که بینش‌های فیزیکی در مورد ساختار فیزیک کوانتومی به دست آوریم.
- دوم اینکه می‌توان تلاش کرد تا بازسازی مجدد فرمالیسم کوانتومی را بر اساس اصول عملیاتی بیابیم.
- سوم اینکه می‌توان به جستجوی یک هم‌راستایی کامل بین عناصر ریاضیاتی چارچوب کوانتومی و پدیده‌های فیزیکی پرداخت: هرگونه چنین هم‌راستایی‌ای به عنوان یک تفسیر شناخته می‌شود.
- چهارم اینکه می‌توان به‌طور کلی از نظریه کوانتومی صرف‌نظر کرده و مدل متفاوتی برای جهان پیشنهاد کرد.

تحقیقات در اصول کوانتومی بر اساس این راه‌ها ساختار یافته است.

## ویژگی‌های غیرکلاسیکی نظریه کوانتومی

### غیرمحلی بودن کوانتومی
دو یا بیشتر از طرف‌های جداگانه که اندازه‌گیری‌هایی روی یک حالت کوانتومی انجام می‌دهند، ممکن است همبستگی‌هایی را مشاهده کنند که با هیچ نظریه متغیر پنهان محلی قابل توضیح نیست. اینکه آیا باید این را به عنوان اثبات این‌که جهان فیزیکی خود «غیرمحلی» است در نظر گرفت، موضوعی مورد بحث است. اما اصطلاح «غیرمحلی بودن کوانتومی» رایج است. تلاش‌های پژوهشی در زمینه غیرمحلی بودن در اصول کوانتومی بر شناسایی مرزهای دقیق آنچه که فیزیک کلاسیک یا کوانتومی بر همبستگی‌های مشاهده‌شده در یک آزمایش بل یا سناریوهای علی پیچیده‌تر تحمیل می‌کند، متمرکز است. این برنامه تحقیقاتی تا کنون تعمیمی از نظریه بل را ارائه داده که امکان رد تمام نظریه‌های کلاسیک با یک تأثیر پنهان فوق‌نوری، اما محدود، را فراهم می‌آورد.

### پیوستگی کوانتومی
غیرمحلی بودن می‌تواند به عنوان یک نمونه از پیوستگی کوانتومی در نظر گرفته شود. موقعیتی که مقدار یک مشاهده‌پذیر وابسته به زمینه‌ای باشد که در آن اندازه‌گیری می‌شود (یعنی به این که چه مشاهده‌پذیرهای دیگری نیز در حال اندازه‌گیری هستند). تعریف اصلی پیوستگی اندازه‌گیری می‌تواند به آمادگی‌های حالت و حتی تحولات فیزیکی عمومی‌تر گسترش یابد.

### مدل‌های اپیستمی برای تابع موج کوانتومی
یک ویژگی فیزیکی اپیستمی است زمانی که نمایانگر دانش یا باورهای ما دربارهٔ ارزش ویژگی‌ای دیگر، اساسی‌تر است. احتمال وقوع یک رویداد نمونه‌ای از ویژگی اپیستمی است. در مقابل، یک متغیر غیر اپیستمی یا اونتیک، مفهومی از یک ویژگی «واقعی» از سیستم در نظر گرفته می‌شود.
بحثی در حال جریان است که آیا تابع موج نمایانگر وضعیت اپیستمی از یک متغیر اونتیک است که هنوز کشف نشده است، یا برعکس، یک موجودیت بنیادی است. بر اساس برخی از مفروضات فیزیکی، قضیه پوسی-بارت-رودولف (PBR) ناسازگاری حالت‌های کوانتومی به عنوان حالت‌های اپیستمیک را نشان می‌دهد، به معنای اشاره شده در بالا. توجه داشته باشید که در QBism و تفسیرهای مشابه کپنهاگن، حالت‌های کوانتومی هنوز به عنوان اپیستمیک در نظر گرفته می‌شوند، نه با توجه به یک متغیر آنتیک، بلکه به انتظارات فرد در مورد نتایج تجربی آینده. قضیه PBR چنین دیدگاه‌های اپیستمیک در مورد حالت‌های کوانتومی را رد نمی‌کند.